# Liên bang Bosna và Hercegovina
Liên bang Bosna và Hercegovina (tiếng Bosna, tiếng Croatia, tiếng Serbia: Federacija Bosne i Hercegovine, tiếng Serbia chữ Kirin: Федерација Босне и Херцеговине) là một trong hai thực thể chính trị cấu thành quốc gia có chủ quyền Bosna và Hercegovina, với thực thể còn lại là Cộng hòa Srpska. Liên bang Bosna và Hercegovina có phần lớn dân cư là người Bosna và người Bosnia gốc Croatia, do vậy liên bang này cũng có khi được gọi là Liên bang của người Bosna-Croatia. Tuy nhiên, với sự ảnh hưởng mạnh mẽ của tiếng Anh hiện nay, tên gọi chủ yếu của liên bang này trên các phương tiện truyền thông tại Việt Nam là Liên bang Bosnia và Herzegovina.
Liên bang được thành lập cùng với việc ký Hiệp định Washington vào ngày 18 tháng 3 năm 1994, Hiệp định này thành lập các thực thể chính trị hợp thành và hoạt động cho đến tháng 10 năm 1996. Liên bang ngày nay có thủ đô, chính phủ, tổng thống, nghị viện, cơ quan thuế và cơ quan cánh sát riêng. Ngoài ra còn có hệ thống bưu điện riêng và hãng hàng không quốc gia riêng (BH Airlines). Liên bang có quân đội của mình, Quân đội Liên bang Bosna và Hercegovina, mặc dù cùng với Quân đội Cộng hòa Srpska, lực lượng này đã là thành phần hợp nhất đầy đủ của Lực lượng vũ trang Bosna và Hercegovina, được quản lý bởi Bộ Quốc phòng Bosna và Hercegovina vào ngày 6 tháng 6 năm 2006.

## Lịch sử
Cộng hòa Xã hội chủ nghĩa Bosna và Hercegovina nguyên là một trong 6 nước cộng hòa của Liên bang Nam Tư. Năm 1991, 43% dân số toàn cộng hòa là người Hồi giáo (đổi tên thành người Bosna/Bosniak) năm 1993, 31% là người Serb và 17% là người Croatia, phần còn lại tự coi mình là người Nam Tư hay dân tộc khác. Cuộc bầu cử dân chủ đa đảng đầu tiên trong nước cộng hòa được tổ chức vào ngày 18 tháng 11 năm 1990. Hầu hết ghế trong Nghị viện đều rơi vào các đảng chính trị đại diện cho 3 cộng đồng dân cư: Đảng Dân chủ Hành động, Đảng Dân chủ người Serb và Liên hiệp Dân chủ người Croatia. Ba đảng đạt được một thỏa thuận chia sẻ quyền lực trong tất cả các thành phần của chính phủ và các thể chế công.
Trong một buổi họp vào các ngày 14 và 15 tháng 10 năm 1991, Nghị viện phê chuẩn "Bản ghi nhớ về Chủ quyền" và sẵn sàng tiến hành giống như Slovenia và Croatia. Bản ghi nhớ được thông qua mặc dù có sự chống đối của 73 nghị sĩ người Serb thuộc các Đảng Dân chủ người Serb (đảng chính của người Serb trong nghị viện), cũng như của Phong trào Đổi mới người Serb và Liên hiệp các Lực lượng Cải cách, các đảng này coi việc thông qua này là bất hợp pháp. Vào ngày 24 tháng 10 năm 1991, các Nghị sĩ người Serb thành lập Hội đồng của người Serb tại Bosna và Hercegovina (Skupština srpskog naroda u Bosni i Hercegovini) và coi đây là đại diện tối cao và là cơ quan lập pháp của người Serb và chấm dứt liên minh ba đảng. Vào ngày 9 tháng 1 năm 1992, Hội đồng tuyên bố Cộng hòa người Serb tại Bosna và Hercegovina (Republika srpskog naroda Bosne i Hercegovine) và coi đây là một phần của Nam Tư
Vào ngày 28 tháng 2 năm 1992, Hội đồng thông qua Cộng hòa người Serb tại Bosna và Hercegovina (thay thế cho tên cũ Republika srpskog naroda Bosne i Hercegovine). Lãnh thổ của quốc gia này bao gồm các địa hạt, đô thị tự trị và các vùng nơi người Serb chiếm đa số và cũng ở những nơi mà họ là thiểu số bởi sự ngược đãi trong chiến tranh thế giới thứ hai. Cộng hòa là một phần của Nam Tư và gia nhập liên bang với tuyên bố là thực thể chính trị đại diện cho các dân tộc khác nhau của Bosna và Hercegovina.
Nghị viện Bosna và Hercegovina, không có sự tham gia của các nghị sĩ người Serb đã tổ chức trưng cầu dân ý về độc lập cho Bosna và Hercegovina vào ngày 29 tháng 2 và ngày 1 tháng 3 năm 1992, nhưng đã bị hầu hết người Serb tẩy chay. Trước đó (9-10/11/1991), Hội đồng đã tổ chức một cuộc trưng cầu khác tại các vùng của người Serb, với kết quả là 96% lựa chọn trở thành một thành viên của Liên bang Nam Tư. Cuộc trưng cầu sau có 64% cử tri đi bỏ phiếu và 92,7% hay 99% (theo nhiều nguồn) ủng hộ độc lập. Vào ngày 6 tháng 3, Nghị viện Bosna và Hercegovina công bố kết quả của cuộc trưng cầu dân ý, tuyên bố thành lập một nước cộng hòa độc lập tách khỏi Nam Tư. Các chuyên gia luật pháp người Serb phủ nhận tính hợp pháp của cả hai viêc trưng cầu dân ý và tuyên bố độc lập. Cộng hòa độc lập này sau đó đã được Cộng đồng châu Âu công nhận ngày 6 tháng 4 năm 1992 và sau đó là Hoa Kỳ vào ngày 7 tháng 4 cùng năm. Cùng ngày đó Hội đồng của người Serb trong buổi họp tại Banja Luka tuyên bố cắt đứt quan hệ chính thức với Bosna và Hercegovina. Các tên Cộng hòa Srpska được Hội đồng thông qua vào ngày 12 tháng 8 năm 1992.
Liên bang Bosna và Hercegovina được hình thành theo sau Hiệp định Washington vào tháng 3 năm 1994. Theo Hiệp định, kết hợp lãnh thổ do Quân đội Cộng hòa Bosna và Hercegovina cùng lãnh thổ do lực lượng Hội đồng Quốc phòng Croatia kiểm soát và chia lãnh thổ kết hợp này thành 10 tổng tự trị. Hệ thống tổng được lựa chọn để ngăn ngừa ưu thế của một nhóm dân tộc nào đó đông hơn các dân tộc khác trong khu vực.
Năm 1995, các lực lượng chính phủ của người Bosna và của người Bosna gốc Croatia thuộc Liên bang Bosna và Hercegovina đã đánh bại các lực lượng của Tỉnh tự trị Tây Bosna và lãnh thổ này được sáp nhập và liên bang. Cùng với thỏa thuận Dayton năm 1995, Liên bang Bosna và Hercegovina được định nghĩa là một trong hai thực thể của Bosna và Hercegovina trong đó chiếm 51% lãnh thổ của đất nước có chủ quyền này, trong khi cộng hòa Srpska chiếm 49%.
Vào ngày 8 tháng 3 năm 2000, quận Brčko trở thành một thực thể tự trị của Bosna và Hercegovina và quận này được thành lập trên cơ sở lãnh thổ của cả hai thực thể. Quận Brčko hiện tại là một lãnh thổ chung của cả hai thực thể.

## Địa lý

### Biên giới
Đường biên giới giữa hai thực thể về cơ bản đi dọc theo các tuyến mặt trận quân sự đã từng tồng tại trong giai đoạn cuối của Chiến tranh Bosnia, với những điều chính (có tính quan trọng nhất là ở phần phía tây của quốc gia và bao quanh Sarajevo), được định rõ trong Thỏa thuận Dayton. Tổng chiều dài của đường biên giới giữa hai thực thể là khoảng 1080 km. Hiện đây đã là đường biên giới hành chính và không có sự kiểm soát của quân đội hay cảnh sát và việc đi lại tự do.

### Tổng

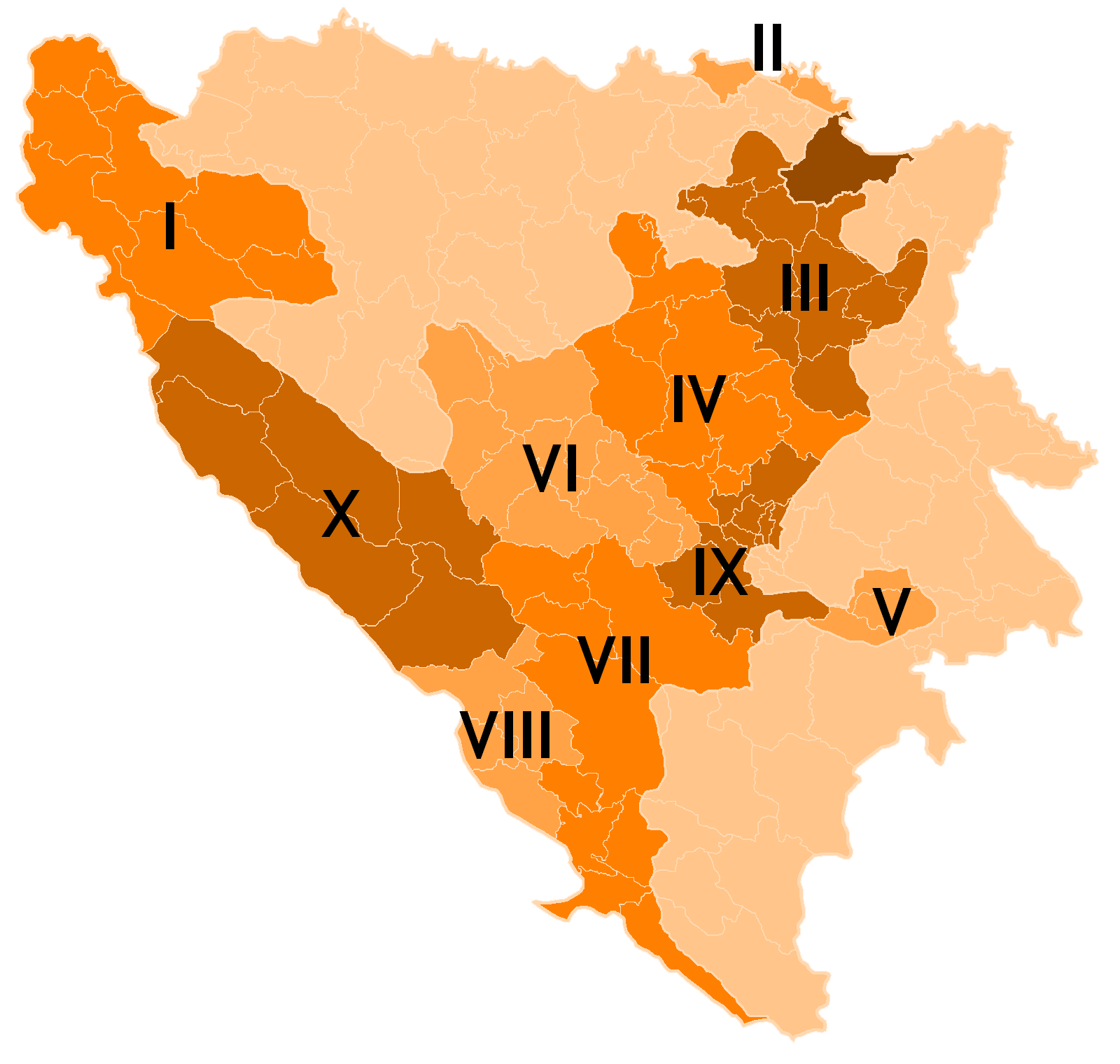
Phân chia hành chính của Liên bang

Liên bang Bosna và Hercegovina được chia thành 10 tổng (tiếng Bosna: Kantoni, tiếng Croatia: županije), 10 tổng này được chia tiếp thành 79 đô thị tự trị. Quận Brčko là lãnh thổ cùng chia sẻ với Cộng hòa Srpska, quận này không nằm đưới sự kiểm soát của bất kể một trong hai thực thể và do đó nằm dưới quyền của chính phủ Bosna và Hercegovina
Năm tổng (Una-Sana, Tuzla, Zenica-Doboj, Bosnian Podrinje và Sarajevo) là các tổng do người Bosna chiếm đa số, ba tổng (Posavina, Tây Hercegovina và Tổng 10) là các tổng do người Croatia chiếm đa số và hai tổng (Trung Bosna và Hercegovina-Neretva) là những tổng không dân tộc nào chiếm ưu thế.

### Thành phố

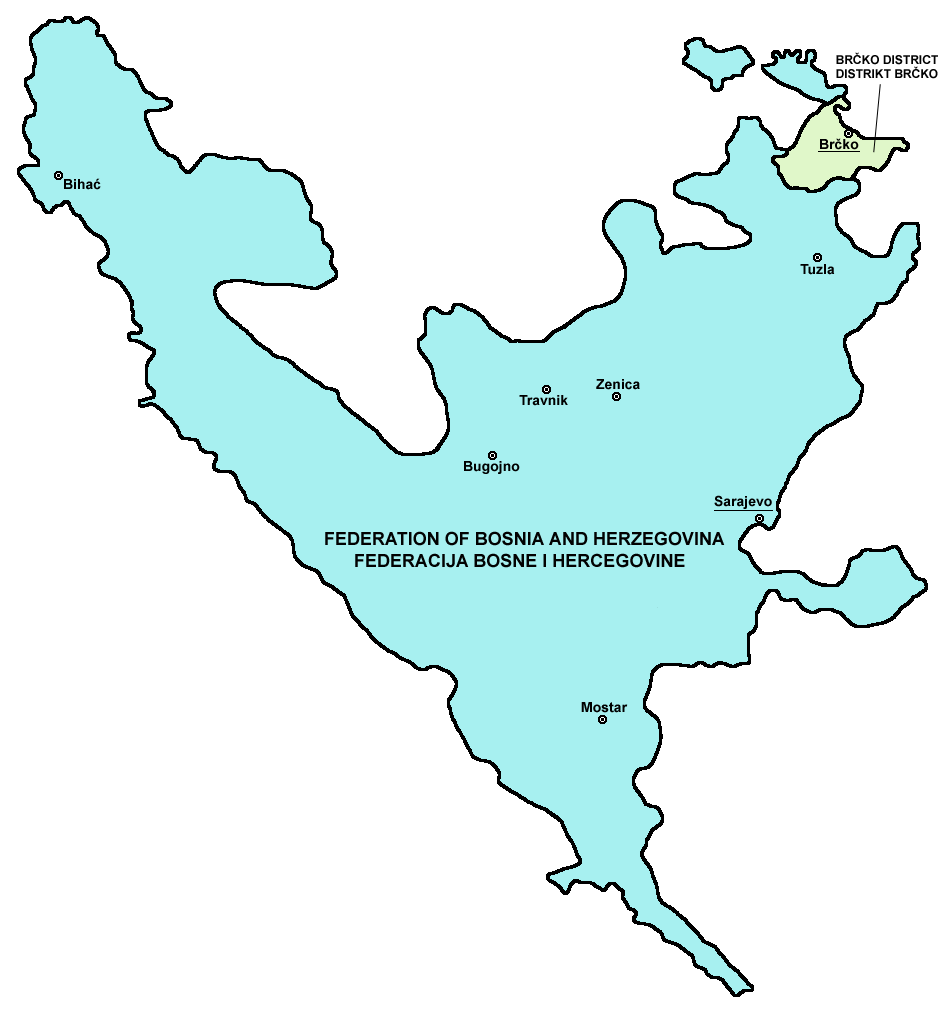

| Số thứ tự | Tên gọi        | Dân số  |
| --------- | -------------- | ------- |
| 1.        | Sarajevo       | 304.614 |
| 2.        | Tuzla          | 174.558 |
| 3.        | Zenica         | 145.000 |
| 4.        | Mostar         | 128.488 |
| 5.        | Bihać          | 105.000 |
| 6.        | Travnik        | 75.000  |
| 7.        | Cazin          | 66.881  |
| 8.        | Sanski Most    | 60.307  |
| 9.        | Bosanska Krupa | 58.320  |
| 10.       | Zavidovići     | 57.164  |
| 11.       | Lukavac        | 56.830  |
| 12.       | Gradačac       | 56.378  |
| 13.       | Kakanj         | 55.857  |
| 14.       | Gračanica      | 55.000  |
| 15.       | Živinice       | 54.768  |
| 16.       | Tešanj         | 52.249  |
| 17.       | Srebrenik      | 47.938  |
| 18.       | Bugojno        | 46.630  |
| 19.       | Velika Kladuša | 44.350  |
| 20.       | Konjic         | 43.878  |
| 21.       | Maglaj         | 43.294  |
| 22.       | Goražde        | 36.496  |
| 23.       | Livno          | 32.454  |
| 24.       | Odžak          | 30.651  |

## Nhân khẩu

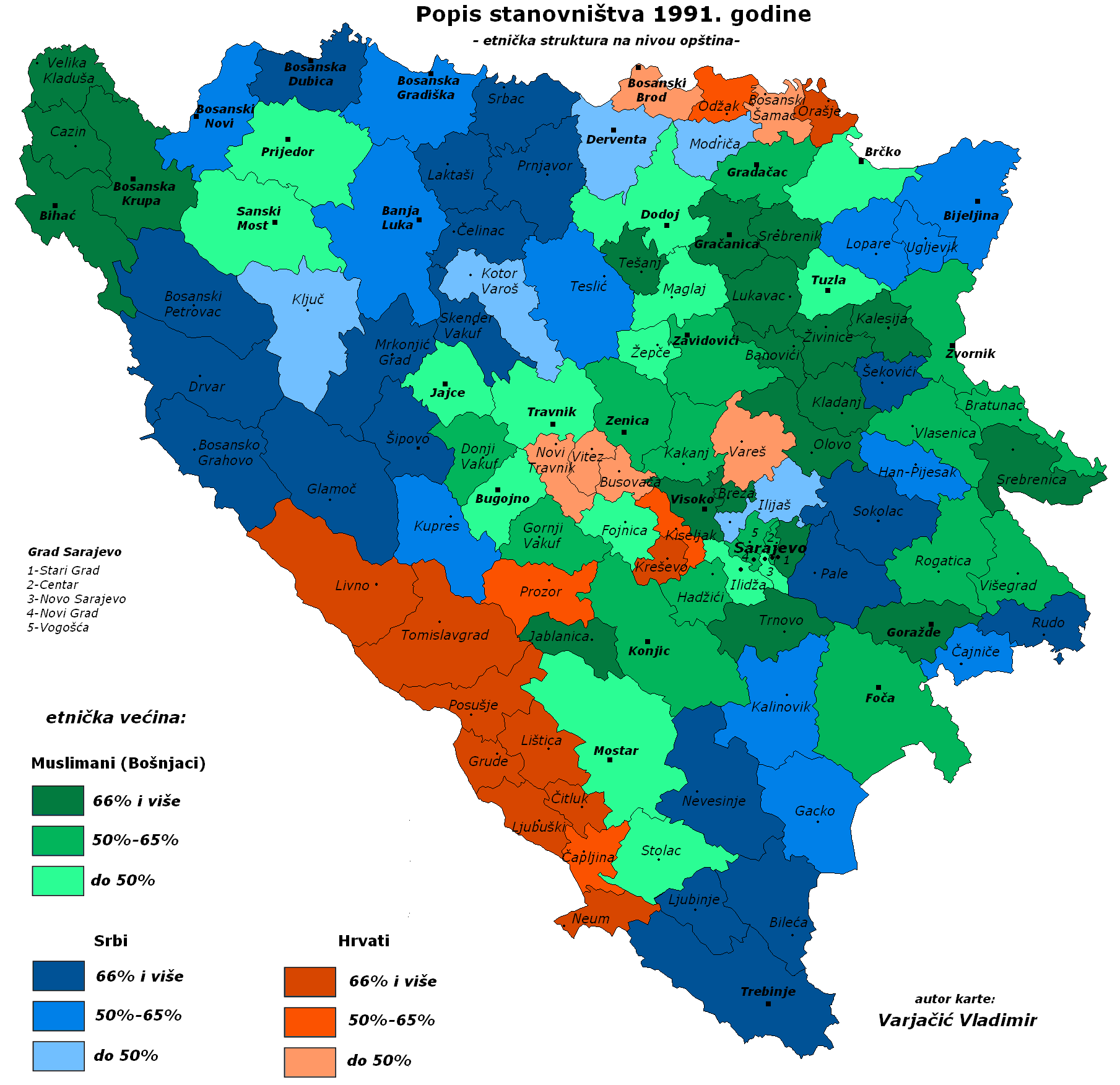
Phân bổ dân tộc Bosna và Hercegovina năm 1991

Liên bang Bosna và Hercegovina là nơi cư trú của 62,1% dân số cả nước . Tất cả dữ liệu liên quan đến dân cư như phân bổ sắc tộc là các chủ đều được coi là không đủ chính xác vì thiếu những thống kê chính thức.
| Năm  | Người Hồi giáo | %     | Người Croatia | %     | Người Serb | %     | Người Nam Tư | %    | Khác   | %    | Tổng số   |
| ---- | -------------- | ----- | ------------- | ----- | ---------- | ----- | ------------ | ---- | ------ | ---- | --------- |
| 1991 | 1.423.593      | 52,3% | 594.362       | 21,9% | 478.122    | 17,6% | 161.938      | 5,9% | 62.059 | 2,3% | 2.720.074 |

## Chính trị
Nền chính trị của Liên bang chủ yếu là cuộc cạnh tranh giữa hai đảng lớn mang màu sắc dân tộc chủ nghĩa là Đảng Người Bosna ủng hộ Hoạt động Dân chủ (Stranka demokratske akcije, SDA) và Liên hiệp Dân chủ Người Croatia cho Bosna và Hercegovina (Hrvatska demokratska zajednica, HDZ).

## Thư viện ảnh

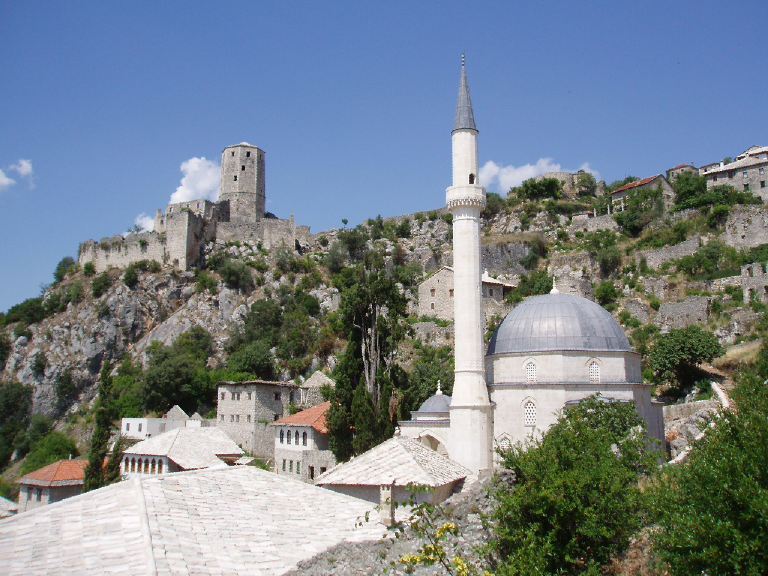
Počitelj - Ngôi làng cổ gần Mostar.
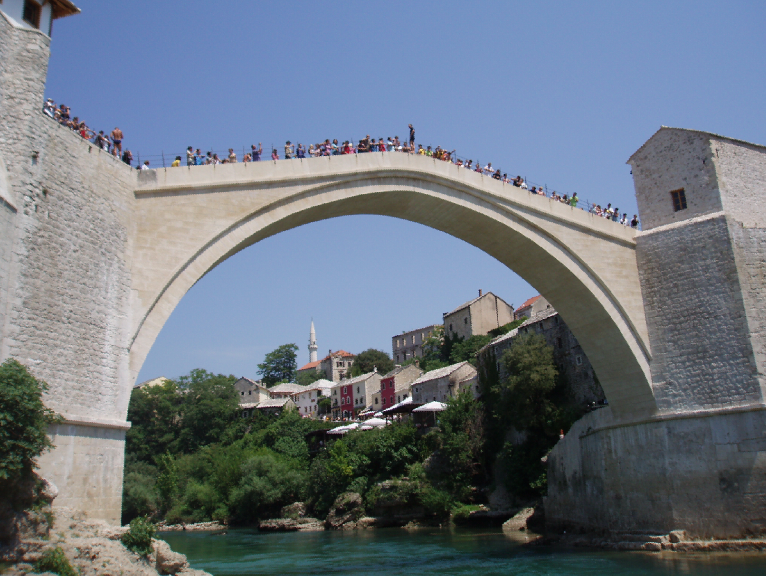
Mostar - Stari Most (cây cầu cổ).
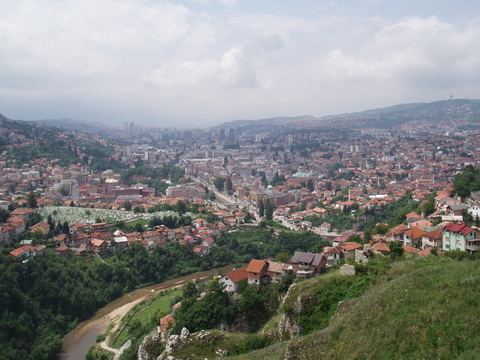
Sarajevo - Nhìn tờ phía đông.
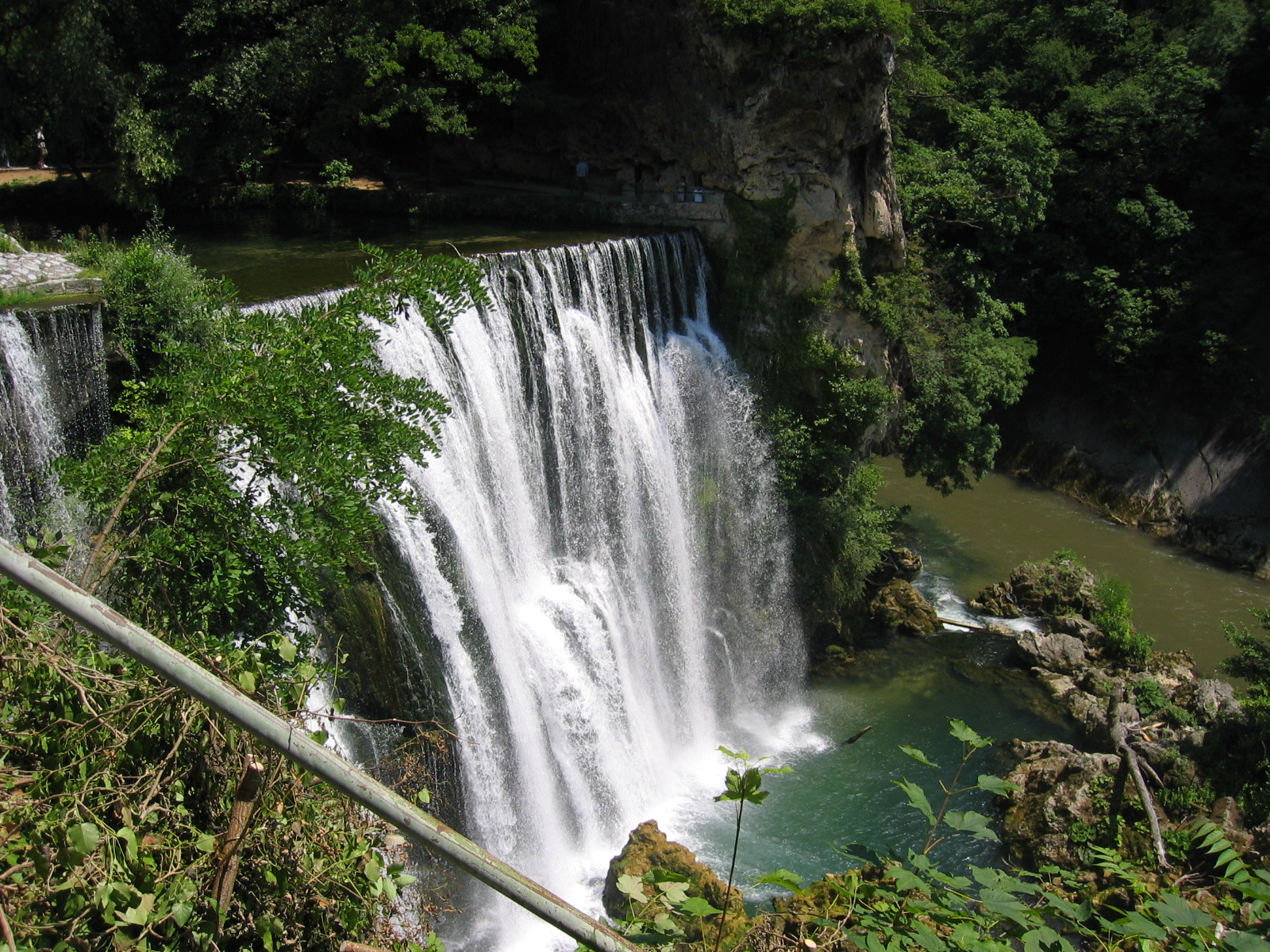
Thác nước Pliva.
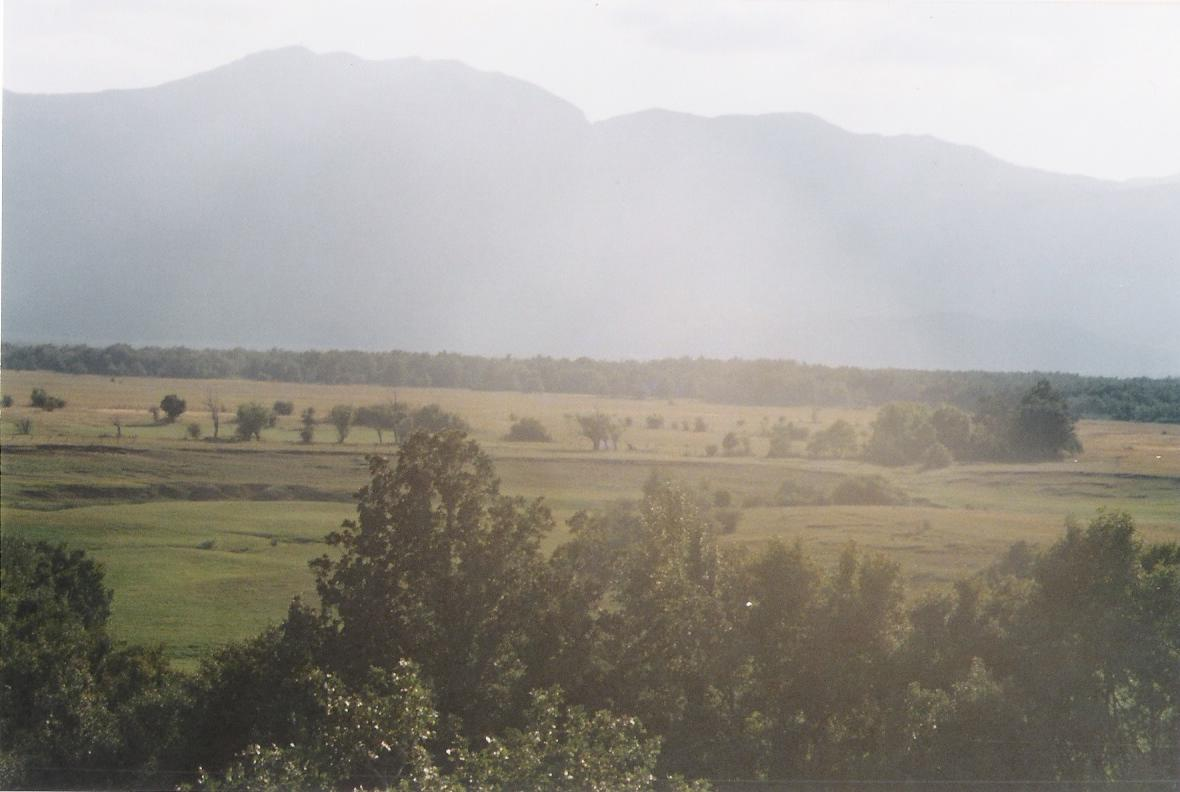
Troglav.
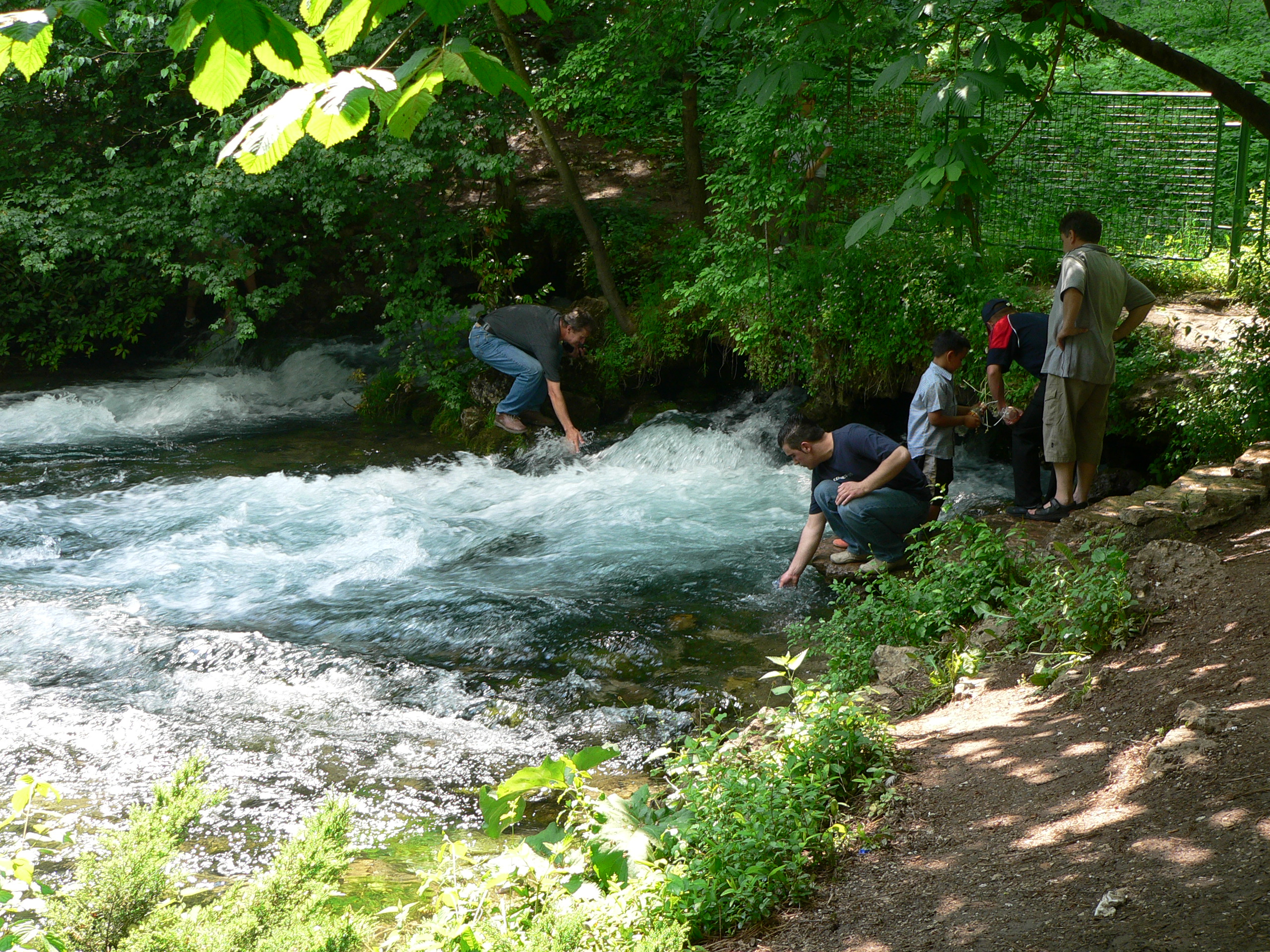
Vrelo Bosne.